# Macleania robusta
Macleania robusta là một loài thực vật có hoa trong họ Thạch nam. Loài này được Rusby mô tả khoa học đầu tiên năm 1920.